# Sclerodermatineae
Sclerodermatineae es un suborden del orden de hongos Boletales. Circunscrito en 2002 por los micólogos Manfred Binder y Andreas Bresinsky, contiene nueve géneros y cerca de 80 especies. El suborden incluye un diverso ensamble de morfologías del cuerpo fructífero, que incluye boletes, formas de gasteroides, estrellas terrestres (género Astraeus) y "puffballs". La mayoría de las especies son ectomicorrizas, aunque el papel ecológico de algunas especies no se conoce con certeza. Se cree que el suborden se originó a finales del Cretácico (145-66 Ma) en Asia y América del Norte, y los principales géneros se diversificaron alrededor del Cenozoico medio (66-0 Ma).

## Taxonomía
El suborden Sclerodermatineae fue utilizado por primera vez legítimamente por Manfred Binder y Andreas Bresinsky en 2002 en base a análisis moleculares de la secuencia de ARNr de la subunidad ribosómica grande nuclear (25S) de 60 especies de Boletales. Esta investigación fue una extensión del trabajo de posgrado de Binder en 1999, en el que defendió la necesidad de reconocer las diferencias moleculares de los hongos esclerodermatoides. Sclerodermatineae es uno de los seis linajes de Boletales reconocidos como un suborden; los otros son Boletineae, Paxillineae, Suillineae, Tapinellineae y Coniophorineae. De los nueve géneros asignados a Sclerodermatineae, tres son himenomicetos (Boletinellus, Gyroporus y Phlebopus) y seis son gasteroides (Astraeus, Calostoma, Diplocystis, Pisolithus y Scleroderma). Desde la descripción original del suborden, ha habido varios estudios filogenéticos que investigan las Sclerodermatineae. Algunos estudios han revelado la existencia de numerosas especies crípticas y han contribuido a la expansión taxonómica del grupo.

 Las "sclerodermatíneas" "centrales" incluyen los géneros Astraeus, Calostoma, Scleroderma, Pisolithus, Diplocystis, Tremellogaster (todos los gasteroides) y los géneros Boletoide Gyroporus. Phlebopus y Boletinellus se resolvieron como hermanos de este grupo central.
Para el 2012, se estimaban 78 especies en Sclerodermatineae. El tipo del suborden es la familia Sclerodermataceae; otras familias en el suborden son Boletinellaceae, Diplocystaceae y Gyroporaceae.
- Boletinellaceae

- Boletinellus (2 especies)
- Phlebopus (12 especies)

- Diplocystaceae

- Astraeus (5 especies)
- Diplocystis (1 especie)
- Endogonopsis (1 especie)
- Tremellogaster (1 especie)

- Gyroporaceae

- Gyroporus (10 especies)

- Sclerodermataceae

- Calostoma (15 especies)
- Chlorogaster (1 especie)
- Favillea (1 especie)
- Horakiella (1 especie)
- Pisolithus (5 especies)
- Scleroderma (unas 30 especies)

En base a los estudios de reconstrucción ancestral, los miembros más antiguos (basales) de Sclerodermatineae se originaron a finales del Cretácico (145-66 Ma). Los principales géneros se diversificaron cerca de mediados del Cenozoico (66-0 Ma). Asia y América del Norte son las áreas ancestrales más probables para todas las Sclerodermatineae, y las Pinaceae y las angiospermas (principalmente rosidas) son los huéspedes ancestrales más probables.

## Descripción
Los miembros de Sclerodermatineae tienen esporocarpos con formas que van desde el boletoide (con un sombrero, estípite y tubos en la parte inferior del sombrero) hasta el gasteroide. Los esporocarpos de los Boletoides a veces tienen estípites huecos con una superficie que es lisa a algo furfuráceo (cubierta con partículas escamosas), y carecen de la reticulación (un patrón neto de líneas de entrelazado) característico de algunos miembros de Boletaceae. Los poros son merulioides (arrugados con crestas bajas y desiguales), boletinoides y finos o gruesos. La carne suele ser de color blanquecina a amarillenta, y algunas especies muestran una reacción de tinción azul después de la lesión. En masa, las esporas son amarillas; microscópicamente, las esporas son de forma elipsoide y tienen una superficie lisa.
Los tipos de cuerpos fructíferos con gasteroides son aproximadamente esféricos o tuberosos, ocasionalmente con estípites, y generalmente tienen un peridio que es simple o multicapa. Los cuerpos fructíferos  de gasteroides maduros generalmente se abren irregularmente en la madurez para exponer una gleba pulverulenta con un color que varía de blanco a amarillo o negro-marrón a negro. Capillitia generalmente está ausente de la gleba. Las esporas son esféricas o casi esféricas, y tienen una textura superficial que varía de lisa a verdosa y espinosa, o a veces con reticulaciones. Las hifas tiene conexiones de abrazadera.

## Diversidad morfológica
Una característica distintiva de Sclerodermatineae es la diversidad de morfologías dentro del grupo. Los géneros Hymenomycetes Boletinellus, Gyroporus y Phlebopus son boletos típicos con un gorro y un estípite. Sin embargo, cada uno de los gasteroides Sclerodermatineae tiene una morfología distinta. Las especies de Astraeus tienen una morfología de "estrella terrestre" en la que el peridio externo se pela en secciones. La gleba de Pisolithus está dividida en cientos de cámaras membranosas. La esclerodermia es un puffball simple con una piel externa delgada y una gleba polvorienta en la madurez. Diplocystis y Tremellogaster son cada uno distinto en sus morfologías: el primero comprende cuerpos fructíferos compuestos, cada uno con 3-60 sacos de esporas agrupados, mientras que el último forma un esporocarpo áspero esférico con un peridio grueso de varias capas. Calostoma (en griego, "boca bonita") es morfológicamente distinto de otros miembros de gasteroides, con un cuerpo de fruta que forma una cabeza globosa con esporas compuesta por un peridio de tres capas. Aproximadamente dos tercios de las especies de Sclerodermatineae tienen una morfología de gasteroides, aunque esto puede ser una subestimación debido a la existencia de especies crípticas que aún no se han descrito formalmente. Por ejemplo, los estudios de los géneros de gasteroides Astraeus y Pisolithus indican la existencia de numerosos taxones crípticos.

## Ecología
Se han establecido las asociaciones micorrízicas de varios géneros Sclerodermatineae. Los estudios han demostrado que Astraeus, Pisolithus y Scleroderma forman asociaciones ectomicorrízicas con angiospermas y gimnospermas. Anteriormente se pensó que eran saprofitas, se determinó que las Calostomataceae eran ectomicorrizas con Fagaceae y Myrtaceae usando análisis isotópicos y moleculares. Las especies de los géneros Pisolithus y Scleroderma se han utilizado en silvicultura como inóculo de micorrizas para ayudar a promover el crecimiento y el vigor de plántulas jóvenes.
Como grupo, las Sclerodermatineae tienen una amplia distribución, y algunos géneros (Pisolithus y Scleroderma) se han encontrado en todos los continentes, excepto en la Antártida.